# Tecchiena
Tecchiena (Ticchiena in dialetto locale) è una frazione del comune di Alatri.

## Toponimo
Il nome compare nei documenti storici in forme diverse, Ticclena, Teclena, Tecclena, Ticclena, Techena e Tecchena, tutte latinizzazioni dello stesso termine in volgare. Si ritiene che il nome derivi dal latino techna, con il significato di astuzia, frode o agguato, con riferimento all'area tra i monti Reo, Radicino e Monticchio, nucleo storico della località che militarmente doveva risultare luogo ideale per tendere agguati in quanto si tratta di una stretta valle.

## Territorio
La frazione di Tecchiena dista 5,80 chilometri circa dal centro cittadino di Alatri.
Il nucleo originario è quello dove sorge la Grancia o Castello, ma nel tempo la denominazione si è andata estendendo alla località di Osteria di Alatri o Tecchiena Osteria e ad altre contrade limitrofe quali Pignano, Laguccio, Mole Bisleti, Basciano, Polledrara, Montereo, Santa Colomba e Colletraiano, andando così a coprire tutta l'area pianeggiante meridionale del territorio di Alatri compresa tra Frosinone a sud, Ferentino a ovest e Veroli a est.

## Storia

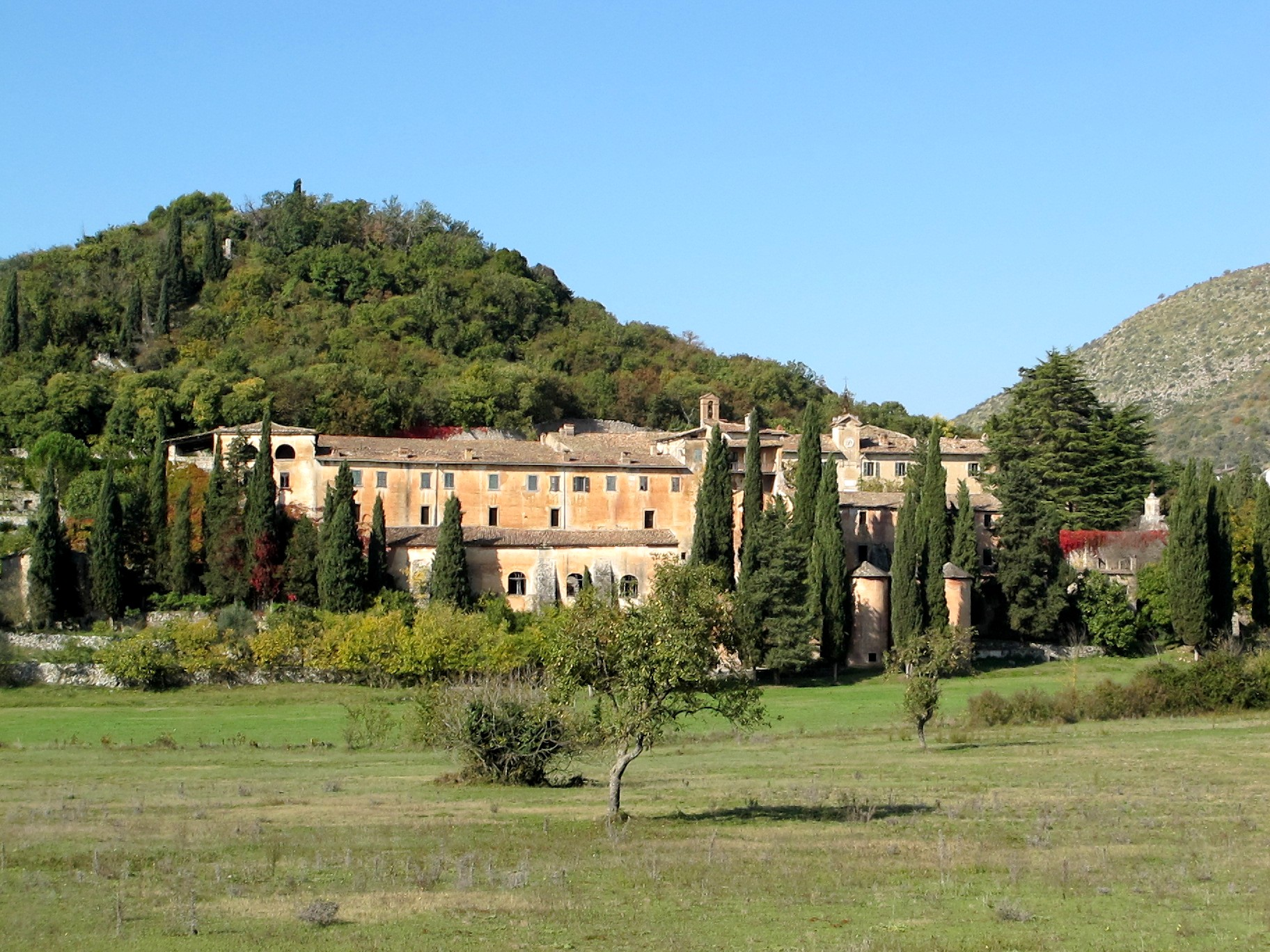
La Grancia di Tecchiena

L'abitato di Tecchiena si formò a partire dall'XI secolo, quando per volontà del popolo di Alatri furono edificate alcune fortificazioni sul piccolo colle Monticchio. Le prime menzioni risalgono al 1122, negli annales Ceccanenses, dove si parla di Ticclena, e pochi anni più tardi è riportata la testimonianza di una chiesa intitolata a San Silvestro come parrocchia del centro abitato. Continue contese con la vicina Ferentino sul possesso dell'area, sfociate in autentiche azioni belliche, indussero nel 1245 papa Innocenzo IV a privare il comune alatrino di qualsiasi diritto su ciò che ormai restava del castello, incamerando l'area di Tecchiena nei beni della Chiesa e rivendendola nel 1395 ai Certosini di Trisulti. I monaci fondarono una vera azienda agricola che nella seconda metà del XVIII secolo fu trasformata nell'attuale complesso della Grancia (granaio), che gestirono fino agli inizi del Novecento.
La comunità di Tecchiena godette per molto tempo di larghe autonomie, con statuti propri pur senza ottenere la dignità comunale. Con la soppressione del feudalesimo fu accorpata al comune di Alatri. In tempi recenti è emersa, in parte della popolazione, la richiesta dell'autonomia comunale.
La struttura della grancia - comunemente ma impropriamente più conosciuta come Castello - consta di più corpi riuniti da linee settecentesche che hanno saputo fondere edificio e paesaggio. Nei pressi del complesso sono visibili alcune rovine dell'antico castello.

## Sport
Calcio
- A.S.D. Polisportiva Tecchiena, militante nel campionato maschile di prima categoria 2024-2025.[5]

Pallavolo
- A.S.D. Pallavolo Alatri

### Impianti sportivi
- Palazzetto dello sport